# Veni Domine
Veni Domine var ett svensk kristet band som spelade en blandning mellan hårdrock och doom metal. Bandet var aktivt mellan 1987 och 2014. Den 20 september 2014 tillkännagav bandet på deras officiella Facebook-sida att bandet har lagts ned. Bandet hann släppa ett sista album samma år som de splittrades.

## Diskografi
- Fall Babylon, Fall (1992)
- Material Sanctuary (1995)
- Spiritual Wasteland (1997)
- IIII The Album of Labour (2004)
- 23:59 (2006)
- Tounges (2007)
- Light (2014)

## Medlemmar
- Fredrik Sjöholm - Sång
- Thomas Weinesjö - Trummor
- Torbjörn Weinesjö - Gitarr
- Klas Pettersson - Bas
- Olov Andersson - Keyboards

## Tidigare medlemmar
- Gabriel Ingemarson - Bas
- Magnus Thorman - Bas
- Mats Lidbrandt - Keyboards
- Mattias Cederlund - Keyboards
- P.A. Danielsson - Keyboards